# Fontanet (Indiana)
Fontanet es un lugar designado por el censo ubicado en el condado de Vigo en el estado estadounidense de Indiana. En el Censo de 2010 tenía una población de 423 habitantes y una densidad poblacional de 42,06 personas por km².

## Geografía
Fontanet se encuentra ubicado en las coordenadas 39°34′38″N 87°13′50″O / 39.57722, -87.23056. Según la Oficina del Censo de los Estados Unidos, Fontanet tiene una superficie total de 10.06 km², de la cual 9.98 km² corresponden a tierra firme y (0.75%) 0.08 km² es agua.

## Demografía
Según el censo de 2010, había 423 personas residiendo en Fontanet. La densidad de población era de 42,06 hab./km². De los 423 habitantes, Fontanet estaba compuesto por el 97.87% blancos, el 1.42% eran afroamericanos, el 0.24% eran amerindios, el 0% eran asiáticos, el 0% eran isleños del Pacífico, el 0.24% eran de otras razas y el 0.24% pertenecían a dos o más razas. Del total de la población el 1.18% eran hispanos o latinos de cualquier raza.